# Требижат (река)
Требижат је река у Херцеговини, највећа десна притока Неретве. 

## Ток реке
До села Клобук на почетку Љубушког поља тече под именом Тихаљина, коритом усеченим у кречњак. Уласком у Љубушко поље тече под именом Младе плитким коритом које је деломично регулисано. На изласку из Љубушког поља добија име Требижат и тече дубоко усеченим коритом у кречњачко тло. Ту прави слап Кравица, висок 25 m. У свом доњем току Требижат тече кроз равницу, правећи меандре и утиче у Неретву код села Струге нешто јужније од Чапљине. Требожат је дуг 51,3 km, а слив му има површину од 646 km².